# Phineas and Ferb (саундтрек)
Phineas and Ferb (Songs from the Hit Disney TV Series) — первый альбом саундтрек для оригинального сериала Канала Disney Финес и Ферб, выпущен 22 сентября 2009 года в Соединённых Штатах на компакт-диске от Walt Disney Records. Альбом состоит из 26 песен первого сезона. Он также содержит бонус-трек «F-Games», которые можно услышать только в Интернете.
В США, по информации 6 марта 2010 года, было продано 122, 600 копий саундтрека.

## Список композиций
| №                   | Название                                 | Автор(ы)                                                                                      | Исполнитель(и)                                            | Длительность |
| ------------------- | ---------------------------------------- | --------------------------------------------------------------------------------------------- | --------------------------------------------------------- | ------------ |
| 1.                  | «Today is Gonna Be a Great Day»          | Дэн Повенмайр, Джеф «Свомпи» Марш, Майкл Кулрос, Майкл Уолкер, Карл Уильямс                   | Bowling for Soup                                          | 3:01         |
| 2.                  | «Gitchee Gitchee Goo»                    | Дэн Повенмайр, Джеф «Свомпи» Марш, Джон Колтон Бэри                                           | Винсент Мартелла, Эшли Тисдейл, Лаура Дикнсон, Дэнни Якоб | 1:58         |
| 3.                  | «Backyard Beach»                         | Дэн Повенмайр, Дэнни Якоб                                                                     | Дэнни Якоб                                                | 0:47         |
| 4.                  | «Busted»                                 | Дэн Повенмайр, Джеф «Свомпи» Марш, Мартин Олсэн, Джон Колтон Бэри, Антуан Гилбауд, Дэнни Якоб | Эшли Тисдейл, Оливия Олсон                                | 1:38         |
| 5.                  | «Perry the Platypus Theme»               | Дэн Повенмайр, Джеф «Свомпи» Марш                                                             | Рэнди Креншау, Лаура Дикнсон, Дэнни Якоб                  | 0:47         |
| 6.                  | «S.I.M.P. (Squirrels in My Pants)»       | Дэн Повенмайр, Джеф «Свомпи» Марш, Мартин Олсэн, Майкл Кулрос                                 | Робби Уайкоффа, Дэнни Якоб, Эшли Тисдейл                  | 1:34         |
| 7.                  | «I'm Lindana и I Wanna Have Fun»         | Дэн Повенмайр, Джеф «Свомпи» Марш, Джон Колтон Бэри, Крис Хэдрик                              | Оливия Олсон                                              | 0:51         |
| 8.                  | «My Nemesis»                             | Дэн Повенмайр, Джеф «Свомпи» Марш, Боби Джэйлор, Кент Осброн                                  | Дэнни Якоб                                                | 1:02         |
| 9.                  | «My Goody Two-Shoes Brother»             | Дэн Повенмайр, Джеф «Свомпи» Марш, Мартин Олсэн, Боби Джэйлор, Дэнни Якоб                     | Дэн Повенмайр                                             | 1:15         |
| 10.                 | «Disco Miniature Golfing Queen»          | Дэн Повенмайр, Джеф «Свомпи» Марш, Мартин Олсэн, Дэнни Якоб                                   | Лаура Дикнсон и Дэнни Якоб                                | 1:15         |
| 11.                 | «My Undead Mummy»                        | Дэн Повенмайр, Джеф «Свомпи» Марш, Мартин Олсэн, Боби Джэйлор, Дэнни Якоб                     | Дэнни Якоб                                                | 1:06         |
| 12.                 | «I Love You Mom»                         | Дэн Повенмайр, Джеф «Свомпи» Марш, Мартин Олсэн                                               | Эшли Тисдейл                                              | 1:03         |
| 13.                 | «Ready for the Bettys»                   | Дэн Повенмайр, Джеф «Свомпи» Марш, Мартин Олсэн, Дэнни Якоб, Алики Теофилопулос-Граффт        | Оливия Олсон                                              | 1:01         |
| 14.                 | «When We Didn't Get Along»               | Дэн Повенмайр, Джеф «Свомпи» Марш, Мартин Олсэн, Боби Джэйлор, Джон Колтон Бэри, Дэнни Якоб   | Дэнни Якоб                                                | 1:40         |
| 15.                 | «He's a Bully»                           | Дэн Повенмайр, Джеф «Свомпи» Марш, Мартин Олсэн, Боби Джэйлор, Дэнни Якоб                     | Робби Уайкоффа                                            | 1:12         |
| 16.                 | «Truck Drivin' Girl»                     | Дэн Повенмайр, Джеф «Свомпи» Марш, Мартин Олсэн, Боби Джэйлор, Майкл Дидерич, Дэнни Якоб      | Дэнни Якоб                                                | 1:15         |
| 17.                 | «Do Nothing Day»                         | Джон Колтон Бэри                                                                              | Мишел Муссо, Эшли Тисдейл                                 | 1:39         |
| 18.                 | «E.V.I.L. B.O.Y.S.»                      | Дэн Повенмайр, Джеф «Свомпи» Марш, Мартин Олсэн, Боби Джэйлор                                 | Дэн Повенмайр                                             | 1:51         |
| 19.                 | «Fabulous»                               | Крис Хэдрик, Дэн Повенмайр, Джеф «Свомпи» Марш, Боби Джэйлор, Мартин Олсэн                    | Карлос Алазраки, Винсент Мартелла                         | 1:29         |
| 20.                 | «Little Brothers»                        | Джон Колтон Бэри                                                                              | Лаура Дикнсон (c Дэнни Якоб)                              | 1:15         |
| 21.                 | «Let's Take a Rocket Ship to Space»      | Дэн Повенмайр, Джеф «Свомпи» Марш, Мартин Олсэн, Боби Джэйлор, Дэнни Якоб                     | Дэнни Якоб                                                | 1:05         |
| 22.                 | «Queen of Mars»                          | Дэн Повенмайр, Джеф «Свомпи» Марш, Джон Колтон Бэри                                           | Эшли Тисдейл                                              | 1:22         |
| 23.                 | «Chains on Me»                           | Дэн Повенмайр, Джеф «Свомпи» Марш, Мартин Олсэн                                               | Дэн Повенмайр                                             | 1:33         |
| 24.                 | «Phinedroids и Ferbots»                  | Алики Теофилопулос-Граффт, Дэн Повенмайр, Джеф «Свомпи» Марш, Боби Джэйлор, Мартин Олсэн      | Дэнни Якоб                                                | 1:08         |
| 25.                 | «Ain't Got Rhythm»                       | Роберт Хагнес, Дэнни Якоб, Джеф «Свомпи» Марш, Мартин Олсэн, Дэн Повенмайр                    | Стив Зан, Винсент Мартелла                                | 2:16         |
| 26.                 | «You Snuck Your Way Right into My Heart» | Крис Хэдрик, Дэн Повенмайр, Джон Колтон Бэри, Мартин Олсэн                                    | Джарет Реддик                                             | 2:35         |
| Общая длительность: | Общая длительность:                      | Общая длительность:                                                                           | Общая длительность:                                       | 37:37        |

## Чарты
| Чарты                | Наивысшее место |
| -------------------- | --------------- |
| Polish Albums Chart  | 6               |
| Spanish Albums Chart | 4               |
| U.S Billboard 200    | 59              |

| Чарты конец года     | Наивысшее место |
| -------------------- | --------------- |
| Spanish Albums Chart | 35              |

| Сертификаты          | Сертификат |
| -------------------- | ---------- |
| Spanish Albums Chart | Золото     |

## Даты выпусков
| Страна                  | Дата                  | Лэйбл                                                        | Формат | Каталог  |
| ----------------------- | --------------------- | ------------------------------------------------------------ | ------ | -------- |
| США                     | 22 сентября 2009 года | Disney Channel Records Walt Disney Records Hollywood Records | CD     |          |
| Канада & Австралия      | 22 сентября 2009 года | Disney Channel Records Walt Disney Records Hollywood Records | CD     |          |
| Соединённое Королевство | 10 октября 2009 года  | EMI                                                          | CD     | 688 5232 |
| Сингапур & Малайзия     | 30 сентября 2009 года | Warner Music Singapore Universal Music Singapore             | CD/VCD |          |
| Аргентина               | 17 июля 2010 года     | Walt Disney Records Аргентина                                | CD     |          |